# Isabel Sarli
Pour les articles homonymes, voir Sarli.
Hilda Isabel Gorrindo Sarli, dite la Coca, née le 9 juillet 1929 à Concordia et morte le 25 juin 2019 à Buenos Aires, est une actrice argentine, connue pour avoir joué dans plusieurs films de sexploitation d'Armando Bo, surtout dans les années 1960 et 1970.
Elle commence sa carrière comme mannequin, devenant Miss Argentine et atteignant les demi-finales de Miss Univers 1955. Elle est découverte par Bo en 1956 et fait ses débuts d'actrice l'année suivante avec El trueno entre las hojas (es), dans lequel une scène de nu controversée mettant en vedette Sarli en a fait le premier film du cinéma argentin à montrer une nudité frontale complète.
En tant que muse et protagoniste des films de Bo, Sarli devient le sex-symbol par excellence de son pays et une figure populaire dans le monde entier. Après la mort de Bo en 1981, elle prend pratiquement sa retraite du cinéma jusqu'aux années 1990 lorsqu'elle apparaît dans une poignée de rôles au cinéma et à la télévision avant sa mort en 2019. Depuis les années 2000, ses films sont réévalués pour leur contenu campy et kitsch et sont reconnus comme des classiques cultes, tandis que Sarli s'impose comme une icône populaire.

## Biographie
Hilda Isabel Sarli Gorrindo Tito est née à Concordia, dans la province d'Entre Ríos, dans une famille très pauvre. Elle est une des filles d'Antonio Gorrindo et de María Elena Sarli. Son père quitte la famille à l'âge de 3 ans. Ceux qu’il a laissés, notamment Isabel et sa mère, se sont ensuite installés à Buenos Aires. Son plus jeune et unique frère est décédé à l'âge de cinq ans. Bien que, des années plus tard, son père ait essayé de la contacter, elle a refusé de lui répondre.
Sarli est formée pour devenir secrétaire et, à la fin de cette formation, commence à travailler pour une agence de publicité afin de soutenir sa mère. Ensuite, elle travaille comme modèle et remporte un tel succès qu'elle décide de démissionner de son travail de secrétariat. Elle remporte un prix en tant que « modèle le plus photographié »[réf. nécessaire].
Dans les années 1950 et 1960, Isabel Sarli est considérée comme un sex-symbol dans son pays. Elle est la partenaire d'Armando Bo qui la fait tourner dans plusieurs films sensuels.
En 1955, elle est choisie Miss Argentine et rencontre le président argentin Juan Domingo Peron.
En juin 1956, elle rencontre Armando Bo dans une émission télévisée qui lui offre plus tard l’opportunité de jouer dans El trueno entre las hojas (Tonnerre dans les feuilles). Bo a convaincu Sarli d'être nue dans une scène dans laquelle elle se baigne dans un lac. Le film est le premier à présenter la nudité frontale dans le cinéma argentin. Elle est ensuite devenue une star internationale latino-américaine et a fait la une des médias internationaux pour la scène de nu. Elle est apparue dans Time, Life et Playboy Magazines et est la première actrice argentine à avoir accompli cet exploit. Bo et Sarli deviennent amoureux et elle devient la vedette principale de ses films jusqu'à sa mort en 1981. Pendant ce temps, Sarli refuse de nombreuses offres de travail avec un autre réalisateur, à l'exception de Leopoldo Torre Nilsson sur Setenta veces siete et Dirk DeVilliers sur The Virgin Goddess, son seul film anglais.
Les films étaient controversés à l'époque et la plupart d'entre eux ont été interdits, mais cette interdiction leur a permis d'avoir encore plus de succès. Des films comme Fuego (1969) et Fiebre (1970) ont atteint les marchés américain et européen.

Elle reçoit des offres de travail aux États-Unis avec Robert Aldrich, ainsi qu'en Angleterre, pour figurer dans la production de Hammer Film, Les deux visages de Dr Jekyll et la coproduction américaine The Guns of Navarone, mais elle les décline. Cependant, elle travaille en Amérique latine, toujours sous la direction de Bo. Elle réalise La diosa impura au Mexique, Lujuria tropical au Venezuela, Desnuda en la Arena au Panamá, La burrerita de Ypacaraí au Paraguay et Favela et La Leona au Brésil.
Après la mort de Bo en 1981, Sarli se retire complètement de l'industrie du cinéma, mais revient au milieu des années 90 pour le film picaresque de Jorge Polaco, La dama regresa (1996). Le film est inspiré en grande partie par sa vie et son image publique. En 2009, elle collabore de nouveau avec Polaco dans Arroz con leche.
En 2011, elle joue dans le film Mis días con Gloria, où elle interprète un personnage basé sur elle-même. Le film est son premier rôle principal depuis La dama regresa en 1996. Dans une interview à la radio, Sarli déclare que le film ne s'est pas bien passé en raison de la faible promotion qu'il a reçue.
En 2007, le critique de cinéma argentin Diego Curubeto réalise le documentaire Carne sobre carne - Intimidades de Isabel Sarli (La chair en chair - Les affaires personnelles d'Isabel Sarli), avec la collaboration d'Isabel Sarli, de l'acteur argentin Gastón Pauls et du réalisateur espagnol Alex de la Iglesia. C'est un hommage bien reçu qui comprend des scènes supprimées de ses films, du matériel censuré, des répétitions, des anecdotes et des interviews.
Le film Fuego est présenté en 2010 au Lincoln Center de New York, où il est montré avec des sous-titres anglais.
Le réalisateur John Waters déclare que les films d'Isabel Sarli ont inspiré certains de ses propres films. En avril 2018, John Waters a présenté Fuego en Argentine et a rencontré Sarli.

## Filmographie
- 1958 : El trueno entre las hojas
- 1959 : Sabaleros
- 1959 : India

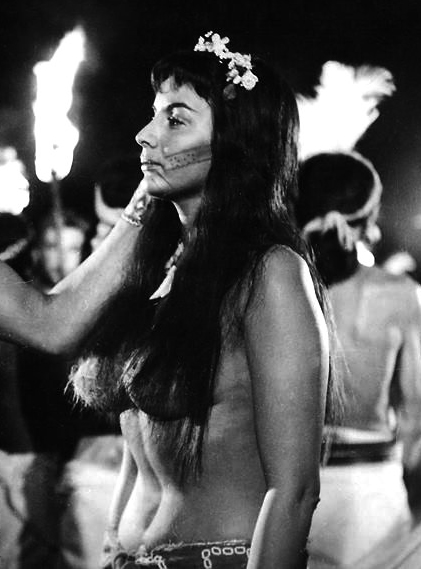
Isabel Sarli dans India (1959).

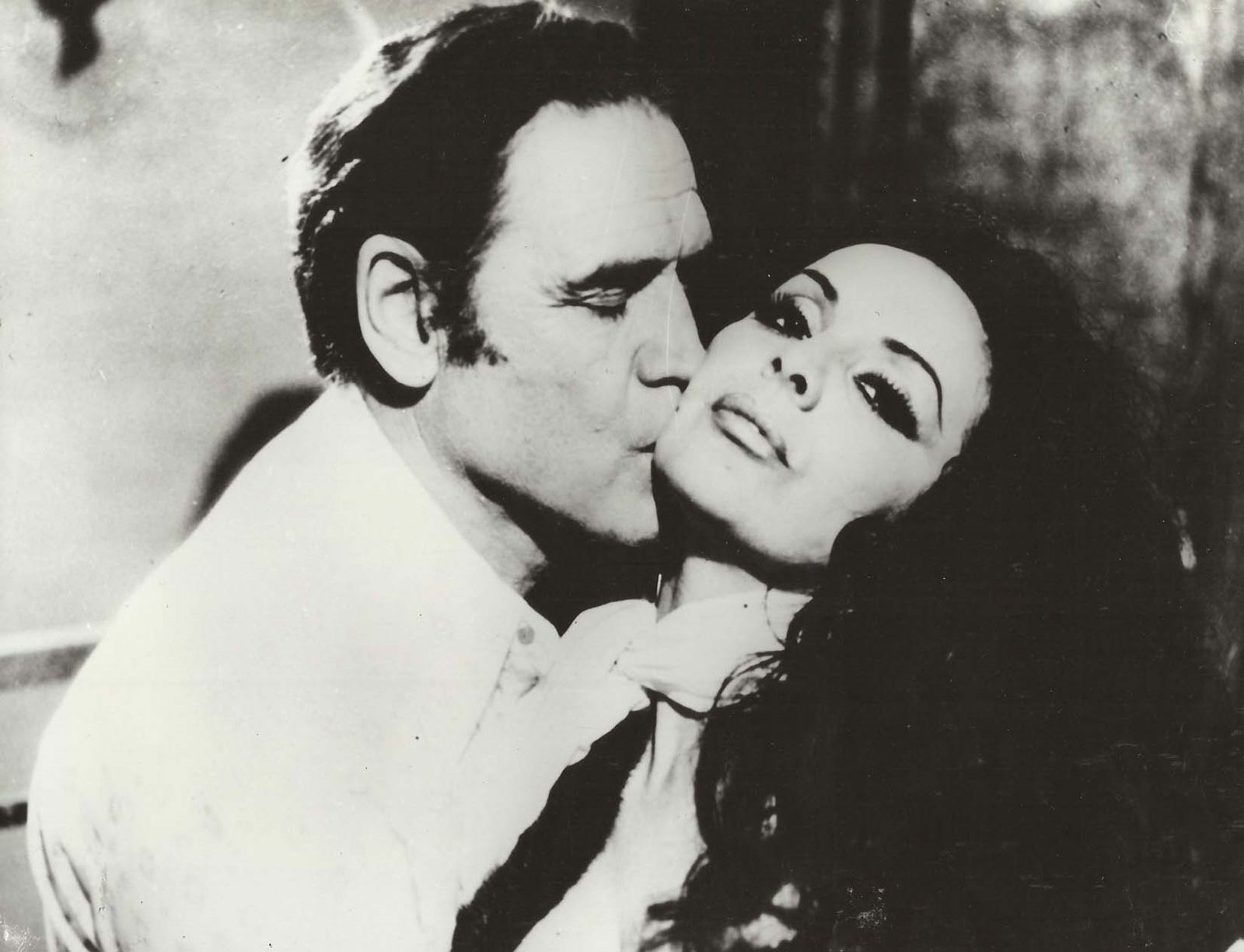
Isabel Sarli et Armando Bó dans El sexo y el amor (1974).

- 1960: ...Y el demonio creó a los hombres
- 1961 : Favela
- 1962 : La burrerita de Ypacaraí
- 1962: Soixante-dix fois sept (Setenta veces siete)
- 1964 : Lujuria tropical
- 1964: La leona
- 1964: La diosa impura
- 1965 : La mujer del zapatero
- 1966 : Días calientes
- 1966: La tentación desnuda
- 1967 : La señora del intendente
- 1968 : La mujer de mi padre
- 1968 : Carne
- 1968 : Fuego
- 1969 : Desnuda en la arena
- 1969 : Embrujada
- 1969 : Éxtasis tropical
- 1972 : Fiebre
- 1973 : Furia infernal
- 1974 : Intimidades de una cualquiera
- 1974 : El sexo y el amor
- 1975 : La diosa virgen
- 1977 : Una mariposa en la noche
- 1979 : Último amor en Tierra del Fuego
- 1979 : Insaciable
- 1980 : Una viuda descocada
- 1996 : La dama regresa
- 2004 : Floricienta
- 2007 : Carne sobre carne
- 2009 : Arroz con leche
- 2010 : Mis días con Gloria